# Bistum Pembroke
Das Bistum Pembroke (lateinisch Dioecesis Pembrokensis, englisch Diocese of Pembroke, französisch Diocèse de Pembroke) ist eine in Kanada gelegene römisch-katholische Diözese mit Sitz in Pembroke. 

## Geschichte
Das Bistum Pembroke wurde am 11. Juli 1882 durch Papst Leo XIII. aus Gebietsabtretungen der Bistümer Ottawa und Trois Rivières sowie des Erzbistums Saint-Boniface als Apostolisches Vikariat Pontiac errichtet. Am 4. Mai 1898 wurde das Apostolische Vikariat Pontiac durch Leo XIII. zum Bistum erhoben und in Bistum Pembroke umbenannt. Es wurde dem Erzbistum Ottawa als Suffraganbistum unterstellt. Das Bistum Pembroke gab am 21. September 1908 Teile seines Territoriums zur Gründung des Apostolischen Vikariates Temiskaming ab.

## Ordinarien

### Apostolische Vikare von Pontiac
- 1882–1898 Narcisse Zéphirin Lorrain

### Bischöfe von Pembroke
- 1898–1915 Narcisse Zéphirin Lorrain
- 1916–1937 Patrick Thomas Ryan
- 1937–1945 Charles Leo Nelligan
- 1945–1971 William Joseph Smith
- 1971–1993 Joseph Raymond Windle
- 1993–2000 Brendan Michael O’Brien, dann Erzbischof von Saint John’s, Neufundland
- 2002–2007 Richard William Smith, dann Erzbischof von Edmonton
- 2007–2019 Michael Mulhall
- 2020–2023 Guy Desrochers CSsR, dann Erzbischof von Moncton
- seit 2024 Michael Brehl CSsR